# Паредес, Уильям
Уильям Альберто Паредес Барбудо (исп. William Alberto Paredes Barbudo; род. 9 сентября 1985, Мерида, Мексика) — мексиканский футболист, защитник.

## Клубная карьера
Паредес — воспитанник клуба «Монтеррей». 20 января 2007 года в матче против «Сантос Лагуна» он дебютировал в мексиканской Примере. Место в основе Уильям смог завоевать только через полгода. 24 февраля 2008 года в поединке против «Атласа» он забил свой первый гол за команду. В 2009 году Паредес помог «Монтеррею» выиграть чемпионат, а через год повторил достижение и завоевал Кубок чемпионов КОНКАКАФ.
В начале 2012 года Уильям перешёл в «Сан-Луис». 8 января  в матче против УНАМ Пумас он дебютировал за новый клуб.
В начале 2013 года Паредес перешёл в «Пуэблу» на правах аренды. 6 января в поединке против «Тихуаны» он дебютировал за новую команду. По прошествии полугода Уильям должен был вернуться в «Сан-Луис», но клуб к тому времени был расформирован, а его лицензию приобрёл вновь созданный «Чьяпас». 21 июля в матче против «Веракрус» он дебютировал за новый клуб.

## Международная карьера
25 сентября 2008 года в товарищеском матче против сборной Чили Паредес дебютировал за сборную Мексики.

## Достижения
Команднеы
 «Монтеррей»
- Чемпионат Мексики по футболу — Апертура 2009/2010
- Чемпионат Мексики по футболу — Апертура 2010/2011
- Обладатель Кубка чемпионов КОНКАКАФ — 2010/2011